# NGC 7020
NGC 7020 (również NGC 7021 lub PGC 66291) – galaktyka soczewkowata (SB0), znajdująca się w gwiazdozbiorze Pawia.
Odkrył ją 22 czerwca 1835 roku John Herschel. Po raz drugi obserwował ją 31 sierpnia 1836 roku, lecz nie zorientował się, że to ten sam obiekt i skatalogował ją po raz drugi. Przyczyną tego był błąd w pozycji obiektu z pierwszej obserwacji – 30 minut w odległości biegunowej. John Dreyer, zestawiając swój New General Catalogue, nie domyślił się, że ta podana przez Herschela pozycja była błędna, i również skatalogował galaktykę dwukrotnie – jako NGC 7021 i NGC 7020.

## Charakterystyka fizyczna
Galaktyka soczewkowata z rozległą odrębną od reszty obręczą zewnętrzną o średnicy ok. 110 000 ly (33,6 kpc) o niskiej gęstości, z licznymi obszarami gwiazdotwórczymi. Prawdopodobny wewnętrzny pierścień o nietypowym heksagolnalnym kształcie z wyraźnymi wystającymi na osi głównej cechami, co klasyfikuje galaktykę jako posiadającą poprzeczkę. W centrum jasne jądro.